# Croydon, Queensland
Croydon är en ort i staten Queensland i nordöstra Australien cirka 529 km väster om Cairns med en befolkning på cirka 300 bofasta varav fjärdedelen aboriginer. År 1885 upptäcktes guld och befolkningen ökade snabbt upp till närmare 7 000 invånare så den var största orten. Vid första världskrigets slut tog guldet slut och invånarantalet minskade så staden blev närmast en spökstad. I dag är orten centralort för Croydon Shire (kommun) som omfattar 29 538 km2 mycket glest befolkat område, ungefär lika stort som Småland.
Jord- och skogsbruk samt fiske anges vara huvudnäringarna med cirka 35% av invånarna verksamma följt av servicenäringar där turism utgör en del.
Växtligheten är savann, torrt och varmt under huvuddelen av året men med regnsäsong, som kan bli betydande under årets första kvartal.
Cirka 4 km norr om Croydon ligger sjön Lake Belmore med bland annat barramundi och är därför populär för bad och fiske.

## Järnväg
Nordväst om Croydon ligger Normanton och städerna är förbundna med en 152 km lång järnväg, som byggdes mellan åren 1888 och 1891. Den saknar förbindelse med övriga australiensiska järnvägsnätet och enligt uppgift från lokala turistkontoret i Normanton är det den enda järnvägen i Australien som fortfarande har avstånden angivna i miles. Området är rikt på termiter och svämmas över under regntiden och man lade därför slipers av bockad stålplåt som rälsen skruvades fast vid, ett förfarande som anges vara unikt i världen. Slipersen angrips ej av termiter och de har stått emot översvämningarna så väl att i stort sett alla originalslipers finns kvar.
Syftet med järnvägen var att bygga en transkontinental sträckning för de nybyggarorter som uppstod i samband med guldupptäckter, vilket aldrig fullföljdes. I dag är den en turistjärnväg benämnd The Gulflander mellan städerna.

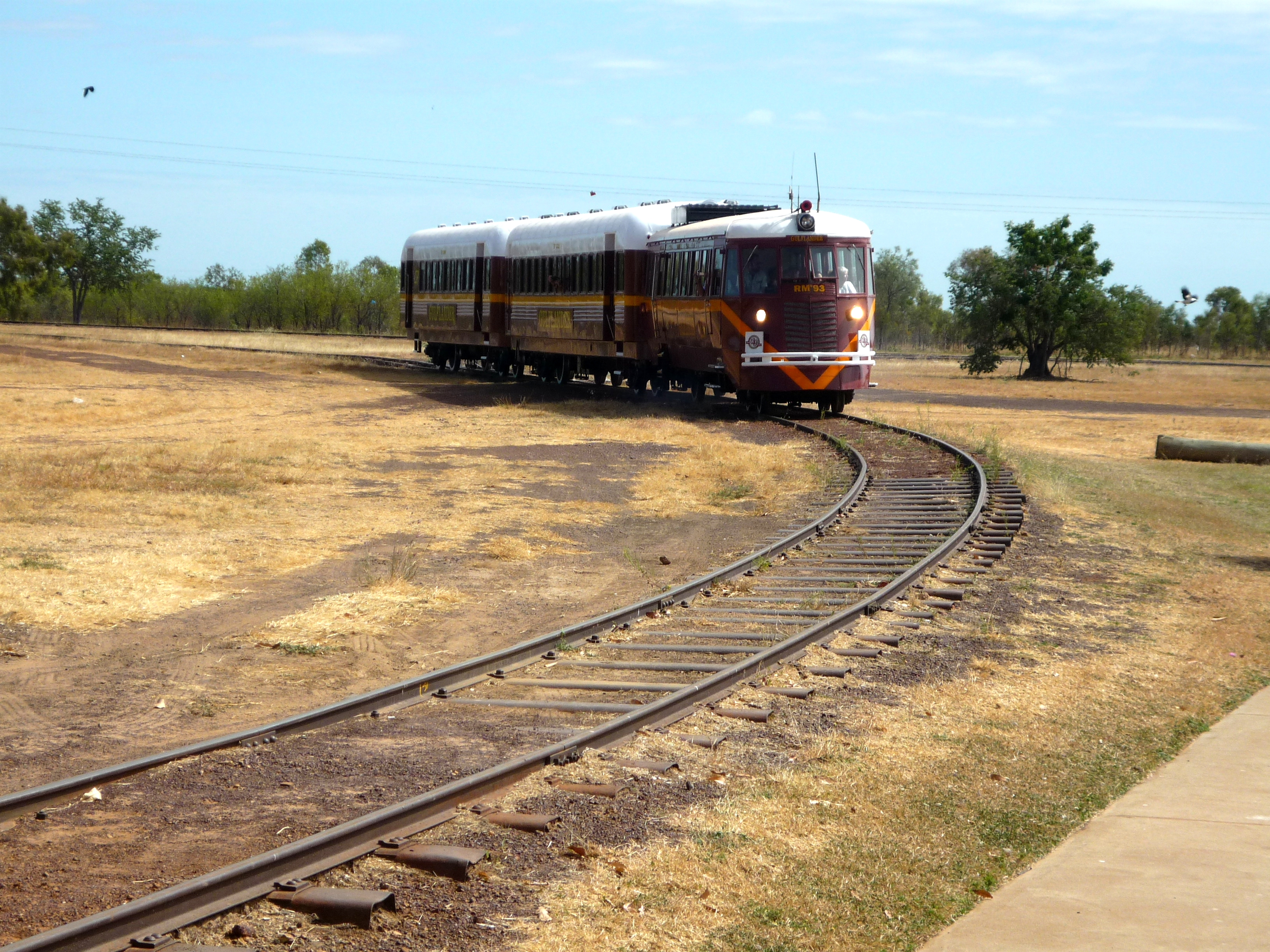
Gulflander 2011 vid Normanton i kurva där de stålslipersen syns
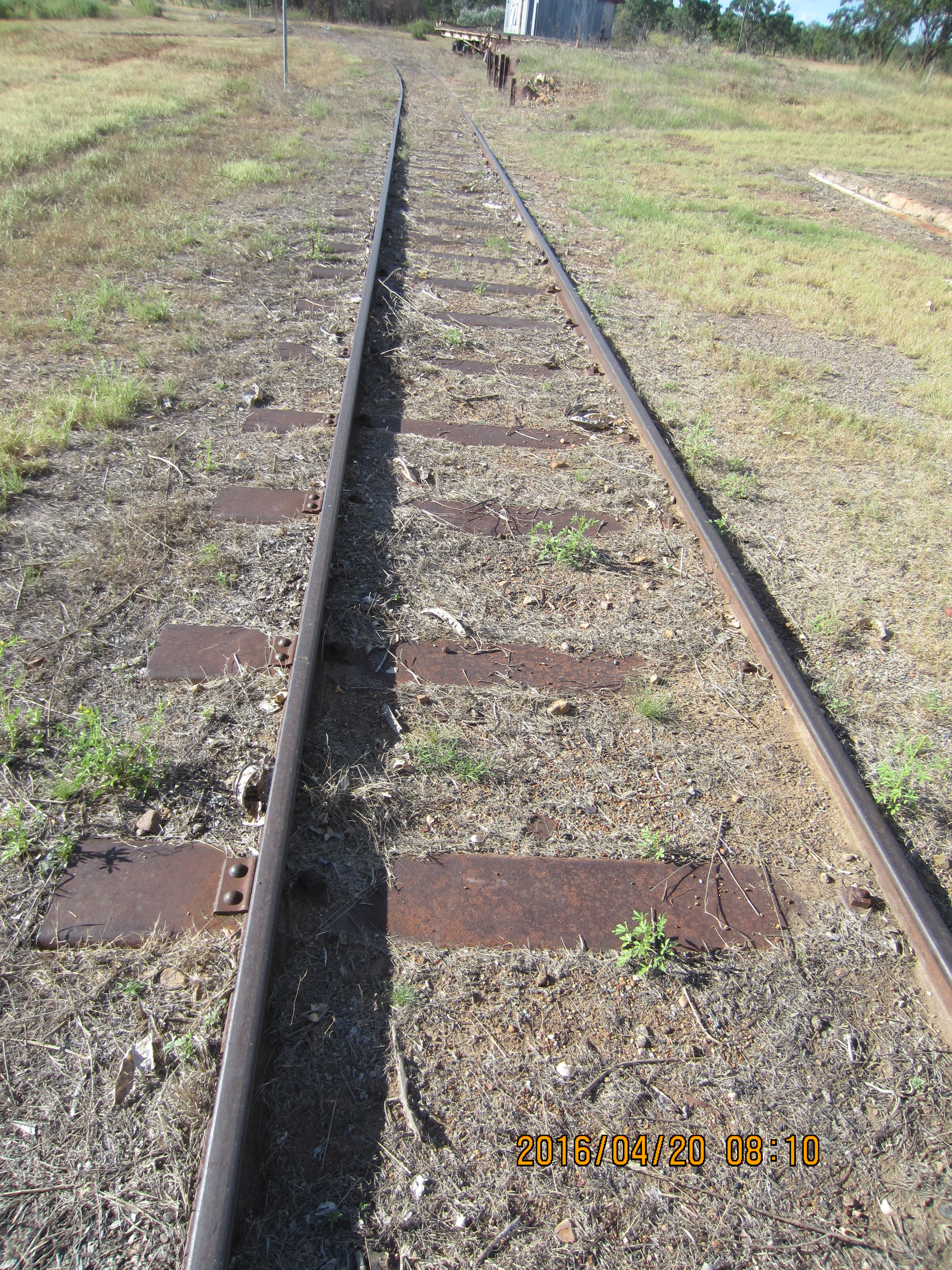
Järnvägsräls på Normanton-Croydonjärnvägen med dess stålslipers
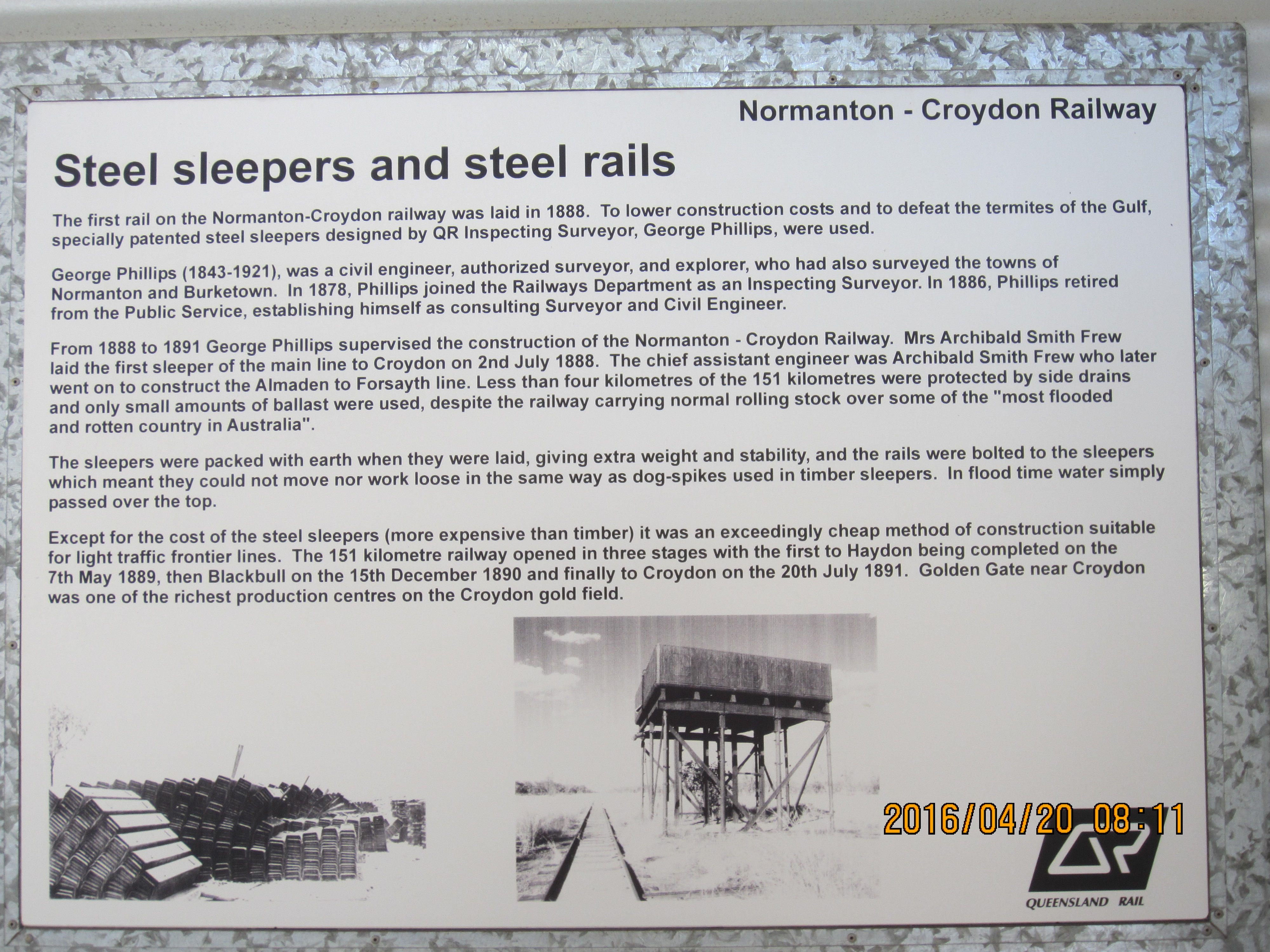
Informationstavla om Normanton-Croydonjärnvägen med dess stålslipers